# Belafonte Sings of the Caribbean
Belafonte Sings of the Caribbean är ett album av Harry Belafonte, släppt på RCA Victor (LPM-1505) 1957.

## Låtlista
1. "Scratch, Scratch" (Harry Belafonte, Irving Burgie) – 2:39
2. "Lucy's Door" (Traditional, Lord Burgess) – 3:43
3. "Cordelia Brown" (Lord Burgess, Belafonte) – 2:53
4. "Don't Ever Love Me" (Burgie) – 2:46
5. "Love, Love Alone" (John Hardy) – 3:19
6. "Cocoanut Woman" (Lord Burgess, Belafonte) – 3:18
7. "Haiti Cherie" (Lord Burgess, Belafonte) – 3:18
8. "Judy Drownded" (Burgie) – 3:28
9. "Island in the Sun" (Lord Burgess, Belafonte) – 3:21
10. "Angelique-O" (Burgie, William Attaway) – 2:40
11. "Lead Man Holler" (Lord Burgess, Belafonte) – 4:18

## Medverkande
- Harry Belafonte  – sång
- Millard Thomas – gitarr
- Frantz Casseus – gitarr
- Victor Messer – gitarr

Produktion:
- Joe Carlton – producent
- Bob Corman –  orkester och kör
- D. C. Gunn – omslagsfotografi
- William Attaway – texthäfte